# Tomaso Spinola
Il Serenissimo Tomaso Spinola (Genova, 1557 – Genova, 1631) fu il 90º doge della Repubblica di Genova.

## Biografia

### Primi anni

Stemma nobiliare degli Spinola

Figlio di Antonio Spinola del ramo di Luccoli e di Faustina Doria, nacque a Genova intorno al 1557. Avviato fin dalla giovinezza alla carriera militare, con il suo primo incarico nel 1577 come capitano di Galere, solamente tra il 1596 e il 1597 fu chiamato a servire lo stato genovese istituzionalmente come governatore della città di Savona. Ritornato nel capoluogo ligure venne eletto magistrato degli Straordinari e, nel 1599, come magistrato dell'Abbondanza e ancora come sindacatore dell'Oltregiogo.
Tra il 1600 e il 1604 ebbe altri incarichi di stato come commissario di Savona (1600), sindacatore della Riviera di Ponente (1601) e nelle Riviera di Levante come capitano di Chiavari (1604). Eletto senatore e procuratore della Repubblica nel 1605, fu magistrato della Misericordia (1609) e capitano-commissario della val Polcevera, nel 1610, dove amministrò la giustizia nella valle.

### Il dogato e gli ultimi anni
Solamente con sei voti di vantaggio (157) riuscì a convincere il consiglio elettore a farsi eleggere doge della Repubblica di Genova il 21 aprile 1613, la quarantacinquesima in successione biennale e la novantesima nella storia repubblicana, contrastando l'altro candidato Ambrogio Doria (151 voti).
Secondo gli annali della Repubblica il dogato di Tomaso Spinola fu alquanto pacifico e di ordinaria amministrazione. Tuttavia, l'11 novembre del 1614, dovette affrontare una grave mareggiata che danneggiò vistosamente il porto di Genova provvedendo alle necessarie opere di rifacimento dei pontili e delle darsene.
Il mandato terminò il 21 aprile 1615, come da scadenza, e dopo altri incarichi di stato fu eletto successivamente come procuratore perpetuo. Morì a Genova nel 1631 e trovò sepoltura nella privata cappella all'interno della chiesa di Santa Caterina di Portoria.

### Vita privata
Dal matrimonio con Delia Spinola (figlia di Giuliano Spinola) ebbe tredici figli: otto maschi e cinque femmine. Tra questi Francesco Maria Spinola che fu vescovo di Savona dal 1624 al 1664.